# Желтогорлый висячий попугайчик
Желтогорлый висячий попугайчик (лат. Loriculus pusillus) — птица отряда попугаеобразных.

## Распространение
Обитают на островах Ява и Бали (Индонезия).

## Образ жизни
Населяют субтропические и тропические влажные леса, болота.

## Угрозы и охрана
Находится под угрозой исчезновения из-за потери естественной среды обитания.